# Zou Jingyuan
Zou Jingyuan (chinesisch 邹敬园, Pinyin Zōu Jìngyuán; * 3. Januar 1998 in Yibin) ist ein chinesischer Kunstturner. Bei den Olympischen Sommerspielen 2020 und 2024 wurde er Olympiasieger am Barren.

## Karriere
Zou nahm 2017 in Montreal zum ersten Mal an Weltmeisterschaften teil und gewann dort am Barren die Goldmedaille. Im folgenden Jahr konnte er seinen Weltmeistertitel in Doha verteidigen und darüber hinaus eine weitere Goldmedaille mit der chinesischen Mannschaft gewinnen. Bei den Weltmeisterschaften 2019 in Stuttgart gewann er mit der chinesischen Mannschaft eine weitere Silbermedaille, während er das Finale am Barren nicht erreichte. 
Im Jahr 2021 bei den Olympischen Spielen in Tokio gewann Zou mit der chinesischen Mannschaft eine Bronzemedaille, wobei er im Mannschaftsmehrkampf am Barren, an den Ringen und am Pauschenpferd antrat. Im Einzelfinale am Barren zeigte er die Übung mit der besten Ausführung. In Kombination mit der hohen Schwierigkeit seiner Übung wurde er vor Lukas Dauser und Ferhat Arıcan Olympiasieger am Barren.   
Bei den Olympischen Spielen 2024 in Paris gewann Zou die Goldmedaille am Barren und die Silbermedaille  an den Ringen sowie mit der Mannschaft.   